# تپه دانسینان
تپه دانسینان (انگلیسی: Dunsinane Hill) تپه ای در پرتشر، اسکاتلند است. این تپه ۳۱۰ متر ارتفاع دارد.